# Intraosealni vaskularni pristup
Intraosealni vaskularni pristup (akronim IO) ili intraosealna invuzija  jedan je od alternativni način za primenu lekova i tečnosti bez odlaganja, u vanbolničkom i bolničkom zbrinjavanju kritično obolelih i povređenih pacijenata kada je otežano ili nemoguće obezbediti uobičajeni intravenski put. Igla plasirana na ovaj način može se bezbedno koristiti do 12 časova (maksimalno 96 časova).
Imajući u vidu da je intraosealna primena lekova jednostavna i efikasna procedura ona je zvanično preporučena kao prva alternativa intravenskom davanju lekova u hitnim stanjima svih uzrasta, i zato su  setovi za njenu primenu deo standardne opreme prehospitalnih lekarskih ekipa. 

## Istorija
Intraosealni vaskularni pristup prvi je uveo Drinker 1922. godine kao metodu za pristup sistemskoj  cirkulaciji kroz nekolabirani  venski  pleksus u šupljini koštane srži. 
Sa razvojem intravenskih katetera, ova metoda je napuštena sve do 1980-tih, kada je intraosalni pristup ponovo uveden u praksu, naročito za brzu infuziju tečnosti tokom reanimacije.
Na osnovu prethodnih smernica, intraosealni pristup prvo je predložen za primenu kod dece uzrasta od 6 godina ili mlađih,  mada su naredne studije pokazale da je bezbedan i kod starije dece i odraslih. Nešto kasnije je i za novorođenčad  predložena primena intraosealnog pristupa, za koji je dokazano da je brži od pristupa pupčanim venama.
Intraoealni vaskularni  pristup vremenom su mogli lako uspostaviti i korisnici sa malo obuke, jer su ovu metodu brže učili od intravenskog pristupa.
Ručno umetanje silom ranije je bila osnovna metoda za intraosealnu infuziju, ali otkrićem automatizovanih uređaja, sve više ova metoda postaja  popularnija.  Brojne studije su ukazale na to  da su ovi automatizovani uređaji sigurni i veoma uspešni već u prvomim pokušajima i kod dece i kod odraslih.

## Opšte informacije
Kostana srž dugih i pljosnatih kostiju predstavlja splet nekolabiranih vena, ne samo kod dece i odraslih, kroz koje se mogu primenitii lekovi, anestetici (tiopenton!), kristaloidi, koloidi, krv i derivati, ali i uzeti krv za analize, krvnu grupu, acido-bazni status itd . 
Kod dece je intraosealni vaskularni pristup  preporučen već posle pokušaja i.v. kanulacije i u rutinskoj upotrebi još od 1980-tih. Konstrukcijom igala koje uspešno penetriraju koštane strukture odraslih, ova metoda odobrena je od ACLS kao prvi izbor, pre centralne venske kanulacije i endotrahealnog davanja lekova u stanjima reanimacije, statusa epilepticusa, opekotina, gojaznosti, edema itd.
Iz navedenih razloga, osoblje hitnih medicinskih službi koje se bavi zbrinjavanjem kritično obolelih i povređenih odraslih i pedijatrijskih pacijenata, trebalo bi da bude upoznato sa tehnikama intraosealne kanulacije.

## Mesta za kanulaciju
Preporučena mesta kanulacije su: 
- tuberozitas tibije (najčešće),
- sternum,
- proksimalni femur,
- krista ilijaka,
- kalkaneus,
- stiloid radijusa,
- Proksimalna tibija, distalna od gomolja tibije
- proksimalna metafiza humerusa

## Indikacije
Koristi se u urgentnom zbrinjavanju pacijenata svih starosnih grupa, naročito odojčadi i dece. Novije tehnike omogućavaju brz, lak, bezbedan i pouzdan intravaskularni pristup u kritičnim situacijama.
Svi lekovi i tečnosti koji se daju perifernim venskim putem, mogu se dati i intraosealnim vaskularni putem. U početku, primena intraosealng vaskularnog  pristupa preporučivana je samo kod dece mlađe od 6 godina. International Liaison Committee on Resuscitation (ILCOR) 2000. godine preporučuje primenu ove tehnika i kod dece starije od 6 godina i odraslih pacijenata.
U preporukama za kardiopulmonalnu reanimaciju (KPR) Evropskog saveta za oživljavanje (ERC - European Resuscitation Council) iz 2005. godine, ovaj pristup se navodi kao jedan od alternativnih načina davanja lekova i tečnosti u situacijama kada je teško ili nemoguće uspostaviti periferni venski put, a prema preporukama ERC-a za KPR iz 2010. godine, najbolja alternativa intravenskoj je  aplikacija lekova i tečnosti intraosealnim vaskularnim pristupom. Prema istim smernicama, endotrahealna primena lekova se više ne preporučuje.
Glavne indikacije za intraosealni vaskularni pristup
| Redosled indikacija   | Razlog                                                      | Stanja |
| --------------------- | ----------------------------------------------------------- | --- |
| Primerne indikacije   | Poteškoća u uspostavljanju venskog pristupa                 | - Opekotine - Gojaznost - Edem - Epileptični napadi |
| Sekundarne indikacije | Stanje koje zahteva brzu infuziju tečnosti velikog volumena | - Hipovolemički šok - Opekotine |
| Ostala stanje         | Brzi pristup sistemskoj venskoj cirkulaciji                 | - Kardiopulmonalni zastoj, - Opekotine - Povlačenje krvi - Lokalna anestezija - Infuzija lekova - Primena 23,4% rastvora natrijum hlorida za lečenje neuroloških hitnih slučajeva.. |

Oprema

## Kontraindikacije
Kontraindikacije za primenu intraosealnog vaskularnog pristupa su: 
- ipsilateralni prelom kosti,
- infekcija anatomske regije,
- prethodno neuspelo plasiranje na istoj lokaciji (kompartment sindrom je moguć zbog ekstravazacije infuzija!),
- prethodni pokušaj na drugoj lokaciji na istoj kosti,
- osteogenesis imperfecta,
- osteoporoza.
- nfekcija na ulaznom mestu,
- osteopenija
- osteopetroza
- prethodna sternotomija (ubacivanje u sternum)
- pelom sternuma ili vaskularna povreda u blizini sternuma
- nemogućnost lociranja orijentira.

## Komplikacije
U najčećće komplikacije nakon primene intraosealnog vaskularnog pristupa su:
- lokalni hematom,
- ekstravazacija,
- prelom kosti,
- savijanje, zapušavanje ili dislokacija igle,
- lokalna infekcija (0,6-3%),
- bol,
- masna embolija i medijastinitis (kod punkcije sternuma )

## Spoljašnje veze
- Intraosseous Access Periprocedural Care — medscape.com (језик: енглески)

|  | Molimo Vas, obratite pažnju na važno upozorenje u vezi sa temama iz oblasti medicine (zdravlja). |